# Windmühle Holgate
Die Windmühle Holgate oder Holgatewindmühle ist eine Turmholländerwindmühle in Holgate, York, North Yorkshire, England aus dem Jahr 1770, die von 2003 bis 2012 völlig windmahlfähig restauriert wurde und Yorks letzte verbliebene Windmühle ist.

## Geschichte

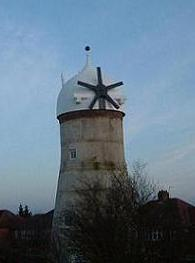
Die Holgatewindmühle mit neuem Putz und Kappe im November 2009

Am 27. Dezember 1768 erwarb der Müller und Mühlenbauer George Waud aus Barlow bei Selby auf einer Anhöhe nördlich von York Land, auf dem er eine Turmwindmühle errichtete, die nach der Gegend „Windmühle Holgate“ oder „Holgatewindmühle“ (engl. „Holgate Windmill“) genannt wurde. Im Oktober 1770 begann der Mahlbetrieb. Die Mühle lag schon damals an zwei wichtigen Verbindungsstraßen der Region, der Acomber und Poppletoner Landstraße (Acomb Road and Poppleton Road). 1841 war die Windmühle mit drei Paar französischen Quarzmühlsteinen und zwei Sichtern ausgestattet. 1858 kam ein viertes Mühlsteinpaar aus Derbygranit zur Viehfuttergewinnung hinzu. George Waud, sein Sohn und sein Enkel gleichen Namens führten die Windmühle 71 Jahre lang bis ins Jahr 1851 und errichteten in dieser Zeit ein Wohnhaus neben der Mühle. 1859 wurde ein neuer Kornspeicher errichtet, dazu eine Dampfmaschine mit Kesselhaus angebaut, um das Mahlen profitabler zu gestalten. Ein weiterer Boden wurde auf den konischen Mühlenturm aufgesetzt. Damit erhielt die Mühle, die ursprünglich nicht „tailliert“, sondern konisch ähnlich den Lincolnshirewindmühlen war, ihre heutige Höhe und Gestalt. Joseph Chapman führte die Windmühle von 1866 bis 1896 als Müller und war vermutlich auch Eigner der Mühle. 1902 ging die Mühle nach dessen Sohnes Charles’ Tod, der in der Mühle zur Welt kam, an Eliza Gutch. 1930 baute man einen großen Elektromotor ein, der die 70 Jahre alte Dampfmaschine nebst Kesselhaus und Kamin, die abgerissen wurden, ersetzte. Im selben Jahr ließ der Stadtrat von York nach beträchtlichem Sturmschaden an der Mühle durch rückwärtige Windböen das Windmahlen einstellen und die Flügel mit Windrose abbauen. 1933 endete auch das Mahlen mit dem Elektroaggregat. Thomas Mollett war der letzte bekannte Müller der Holgatemühle, Eliza Gutch und ihre Familie die letzten bekannten Eigner. Sie verkaufte die Mühle 1939 an die „York Corporation“. 1939 erhielt die Mühle eine neue, nun weiß gestrichene Kappe. Die Windmühle wurde 1954 in die Reihe „Grad II gelistete Bauwerke“ („Grade II listed buildings“) aufgenommen, 1955 erfolgten weitere Reparaturen an der Kappe, 1956 wurden die fünf verblieben Bruststücke/Ruten ebenfalls entfernt. Es verblieb der schwarze Mühlenturm mit Mahlwerk, Kappe und fünffachem Flügelwellenkopf. Inzwischen war die Stadt York an die Windmühle herangewachsen, so dass sie heute statt in weiter Flur im Stadtgebiet in einem Kreisverkehr steht.
Nach erfolglosen früheren Grundrestaurierungen wurde 2001 die Holgatewindmühlenerhaltungsgesellschaft (engl. „The Holgate Windmill Preservation Society“ mit über 600 Mitgliedern) ins Leben gerufen, um die Mühle völlig zu restaurieren. Die Mühlentüren öffneten sich für die Öffentlichkeit nun zum ersten Mal nach 70 Jahren. 2003 begannen dann die aufwendigen Planungen, 2006 wurden die ersten Restaurierungsarbeiten des nun 236 Jahre alten Bauwerks ausgeführt: Der Mühlenturm wurde eingerüstet, um die alte schwarze Teerfarbe und den Putz zu entfernen. Er erhielt außen einen neuen Kalkputz, neue Eichentüren und -fenster, dazu einen Starkstromanschluss. Des Weiteren wurde die alte Kappe mit Flügelwelle (engl. windshaft), Stützbalken (engl. shears), Kammrad (engl. brake wheel) und fünffachem Flügelwellenkopf (engl. (sail) cross) per Kran abgehoben, ebenso der gebrochene eiserne Kranzring (Drehkranz, engl. curb ring) mit dem verrotteten hölzernen Stützrahmen. 2007 waren die meisten Außenarbeiten (Putz) abgeschlossen, ein neuer Holzrahmen mit Kranzring wurde eingelassen, die Turmöffnung gegen Regen versiegelt, die Einrüstung abgebaut. 2008 erfolgten viele Innenarbeiten, 2009 Einbau einer Toilette, der neu geschärfter Steine, der Holzummantelungen (Bütten) der Steine, der Handläufe in der Mühle und an den Leitern. Eine neue, weiße Kappe mit Turmkugel, darin eine Zeitkapsel, Kammrad, Flügelwelle, Stützbalken und fünffachem eisernen Flügelwellenkopf mit der Windrosenhalterung wurde per Kran am 28. November 2009 aufgesetzt. Die Mühle erhielt 2010 weiter u. a. neu geschärfte Mühlsteine und ihre schwarze Beteerung. Fünf neue Flügel konnten am 20. Dezember 2011 eingebaut werden, 2012 folgten die doppelten Lamellen und die über vier Meter im Durchmesser große achtfache Windrose. Im April 2012 drehte sich das fünffache Flügelkreuz durch Windkraft zum ersten Male wieder seit 82 Jahren. Die offizielle Eröffnung der völlig restaurierten und windmahlfähigen Windmühle fand am 23. Juni 2012 unter großer Beteiligung der Öffentlichkeit statt.

### Die Müller der Holgatemühle
- George Waud 1770–1792 (Erbauer)
- George Waud (Sohn) 1792–1811
- George Waud (Enkel) 1811–1851 (John Musham Hypothekar seit 1841, dann Mühleneigner seit 1851)
- John Thackwray 1851–1855 (John Musham von 1851 bis 1855 Mühleneigner, Joseph Peart von 1855 bis 1866)
- George & Joseph Chapman (Brüder) 1858–1860
- William Bean Horseman 1860–1866
- Joseph Chapman 1866–1896 (vermutlich auch Eigner der Mühle)
- Charles Chapman (Sohn von Joseph Chapman) 1896–1902
- Herbert Warters 1902–1922 (Familie Gutch seit 1902 Eigner der Mühle)
- Thomas Mollett 1922–1933[2]

## Beschreibung
Die Holgatewindmühle ist eine Turmholländermühle mit fünffachem Flügelkreuz und stark konischem Mühlenturm mit zylindrischem Turmabschluss, errichtet aus gemauerten Ziegelsteinen mit schwarzer Teerbeschichtung, ähnlich den schlankeren Lincolnshirewindmühlen. Sie führte ursprünglich fünf einfache Segelgatterflügel, später Flügel mit Kapitän Stephen Hooper’s patentierten Rollreffsegelflügeln (1789 erfunden; kompliziertes Segelrollreffsystem, bei dem die Segel zur Verringerung der Fläche, von der Mühle aus gesteuert, um eine Stange gerollt werden), die später durch Doppelpatentflügel nach Sir William Cubitt (1807 erfunden; durch Stangen und Federn über die sogenannte Spinne vor dem Wellenkopf ferngesteuertes Lamellensystem) ersetzt wurden. Die Mühle verfügt seit 1859 durch Aufstockung über fünf Böden (ursprünglich vier): Mehlboden, Steinboden, Schüttboden, Staubboden (Sackboden) und Kappenboden. Seitdem ist sie durch den aufgemauerten zylindrischen Turmabschluss als einzige Turmwindmühle „tailliert“ (engl. waisted). Ursprünglich hatte die schwarz geteerte Mühle auch eine schwarze Zwiebelhaube und Windrose, seit 1939 eine weiße. Fünf Doppelpatentflügel (die unterschiedlich langen Lamellen stehen beidseits der Ruten) sind auf einem fünffachen Flügelwellenkopf („Lincolnshire Kreuz“, engl. „Lincolnshire cross“: Alle Flügel, speziell fünf, sechs und acht, liegen in einer Ebene im Gegensatz zu den aufeinanderliegenden zwei Flügelpaaren in zwei Ebenen bei vier Flügeln) und gegossener Flügelwelle montiert. Die Mühle verfügt über vier Paar Mühlsteine, drei Paar Franzosen (französischer Süßwasserquarz, höchste Qualität, aus La Ferté-sous-Jouarre bei Châlons-en-Champagne (Châlons-sur-Marne)) und ein Paar Granitmühlsteine aus Derbyshire. Sie ist seit Juni 2012 komplett restauriert und erstmals nach 1930 wieder windmahlfähig.

### Mühlendaten
- Turmhöhe: 18 m (59 ft)
- Kappenhöhe: 23,3 m (76 ft)
- Gesamthöhe: 30,7 m (101 ft)
- Spannweite der Mühlenflügel: 22 m (72 ft)
- Gewicht des fünffachen Flügelkreuzes: 3,5 t
- Basisinnenweite: 8,53 m (28 ft)
- Mahlgänge: 4 (3 Franzosen, 1 Granit)